# Alfredo Chaves (engenheiro)
Alfredo Rodrigues Fernandes Chaves (Rio de Janeiro, 16 de janeiro de 1844 – 16 de maio de 1894) foi um engenheiro e político brasileiro.
Filho dos barões de Quaraim.
Foi ministro da Colonização[carece de fontes?] em 1878, quando foi enviado por Dom Pedro II para o Espírito Santo, para resolver o problema com os índios que atacavam colonos italianos, feito este que deu origem ao município capixaba de Alfredo Chaves. Seu nome também foi dado a outra colônia italiana, esta no Rio Grande do Sul, hoje chamado Veranópolis.[carece de fontes?]
Em 1888, como deputado geral, foi um dos nove deputados que votaram contra a Lei Áurea.
Deputado, ministro da Marinha entre 20 de agosto de 1885 e 12 de junho de 1886, depois ministro da Guerra entre 1886 e 1887 (ver Gabinete Cotegipe), período em que foi um dos envolvidos na Questão Militar.